# Mittenwald
Mittenwald (pronunciación en alemán: /ˈmɪtn̩ˌvalt/ⓘ) es una ciudad con derecho de mercado del distrito de Garmisch-Partenkirchen en el estado federado de Baviera, Alemania. Se encuentra en el valle del río Isar a unos 100 km al sudoeste de Múnich, cerca de la frontera con Austria.

## Historia
En la antigüedad una rama de la vía Claudia Augusta que unía Augsburg (Augusta Vindelicorum) y Bolzano (Pons Drusi), atravesaba Mittenwald. La estación de Scarbia, mencionada en la tabula Peutingeriana, estaba en el área que hoy es Mittenwald.
La primera mención en documentos ocurre en 1096 como "in media silva" (en media selva), que corresponde al significado de su presente nombre en alemán. En el año de 1305 se le concedió el derecho de mercado. Mittenwald era uno de los lugares principales del condado de Werdenfels, que existió entre el Tirol y Baviera entre 1294 y 1802. En 1803 pasó a Baviera.
En la Edad Media Mittenwald era un importante punto de transferencia de mercancía en la ruta comercial entre Augsburgo/Núremberg y Venecia. El pueblo se benefició también del comercio transalpino con otras regiones. En los siglos XVI y XVII era un punto de paso del llamado camino español. El tráfico comercial incrementó con los trenes de tesoro españoles que llevaban la paga de las tropas en Flandes. 
Al fin del siglo XVI se desarrollaron otros oficios, en particular el de la fabricación de violines, iniciada por Mathias Klotz. Hasta el día de hoy, Mittenwald es uno de los más importantes centros de la fabricación de instrumentos de cuerda en Alemania.
En los años treinta Mittenwald fue guarnición de las tropas de montaña de la Wehrmacht y a partir de 1956 continuó siéndolo bajo el marco de la Bundeswehr.

## Economía
El turismo es el principal motor de la economía local. Hay más de 5400 camas disponibles para turistas entre hoteles, casas de hospedaje y pensiones. La conservación de las costumbres y vestimentas tradicionales es muy popular entre los habitantes de Mittenwald y existen varias asociaciones tradicionalistas. La ciudad tiene varias casa adornadas con "Lüftlmalerei" (frescos), como la Hornsteiner Haus, Hoglhaus, Neunerhaus y Schlipferhaus. 
Otra actividad importante sigue siendo la fabricación de violines, violas, y cellos, que cuenta con una tradición de más de 300 años en la ciudad. Mittenwald cuenta con diez maestros fabricantes de violín independientes y una escuela estatal para aprendices del arte de la fabricación de instrumentos musicales. En la ciudad hay un museo dedicado a la historia de la fabricación de violines y otros instrumentos.